# Rysa na szkle
Rysa na szkle – czwarty singiel Urszuli promujący jej album Supernova; jeden z jej największych przebojów.

## Ogólne informacje
Jest to unowocześniona bardziej rockowa wersja pierwotnej nagranej w 1989 roku. W 2022 roku Urszula nagrała trzecią wersję utworu. Nagraniu towarzyszy oficjalny wideoklip.
Pierwsza wersja nie pojawiła się na żadnym regularnym albumie artystki. Notowana była m.in. na krajowej Liście Przebojów Programu Trzeciego, gdzie dotarła najwyżej do 3. miejsca. Ostatecznie jednak została nagrana w języku angielskim pod tytułem „I Am On My Own” i wydana została na płycie Urszula & Jumbo w 1992 roku. Tej wersji towarzyszy wideoklip częściowo nagrany w Nowym Jorku. Akustyczna wersja utworu nagrana w 1996 została wydana na płycie Akustycznie.

## Lista utworów
- "Rysa na szkle" (4:36)

(muz. S. Zybowski / sł. B. Olewicz)

## Twórcy
- Urszula – śpiew
- St. Zybowski – gitary
- Sł. Piwowar – instrumenty klawiszowe
- W. Kuzyk – gitara basowa
- R. Szymański – perkusja

- Produkcja – St. Zybowski
- Realizacja nagrań – R. Paczkowski
- Mastering – G. Piwkowski
- Management – Julita Janicka Impres JOT
- Opracowanie graficzne – Joanna Piasek
- Nagrania dokonano w Studio Buffo sierpień / wrzesień 1998

## Listy przebojów
| Notowania                          | pozycja |
| ---------------------------------- | ------- |
| Lista Przebojów Programu Trzeciego | 10      |
| Szczecińska Lista Przebojów        | 36      |